# Drago Kolar
Drago Kolar, slovenski inženir kemije in profesor na FNT, * 25. september 1932, Ljubljana, † 14. februar 2000, Ljubljana. 

## Življenjepis
Kolar je leta 1957 diplomiral Tehniški visoki šoli v Ljubljani in leta 1964 doktoriral na Fakulteti za naravoslovje in tehnologijo v Ljubljani (FNT).
Pri ameriški ustanovi Argonne National Laboratory v Illinoisu se je 1960-1961 specializiral na področju radioaktivnih materialov. Od leta 1957 do 1972 je najprej delal kot raziskovalec, nato kot višji znanstveni sodelavec na Institutu Jožef Stefan. Leta 1972 je bil izvoljen za izrednega in 1978 za rednega profesorja na ljubljanski FNT. Leta 1976 je postal Iskrin znanstveni svetovalec pri proizvodnji elementov za elektroniko. Leta 1982 je prejel Kidričevo nagrado za vrhunske raziskovalne dosežke pri proučevanju mehanizma reakcij in razvoja mikrosrukture pri sinteranju kemično heterogenih sistemov Kolar je sodeloval pri projektu OZN/UNIDO Ceramic Technological Institute v Bangaloreju v Indiji. Leta 1995 je postal Ambasador Republike Slovenije v znanosti.

## Delo
Kolar je bil eden vodilnih strokovnjakov za tehnično keramiko na svetu. Področje njegovega dela so bile raziskave in razvoj novih materialov. Te raziskave so zadevale tri glavne smeri: kinetika in mehanizem sintranja, študij faznih neravnovesij in spojin pri visokih temperaturah, raziskave in razvoj materialov za elektroniko.
Kolar je sam in v soavtorstvu objavil preko 100 znanstvenih del s področja tehnične keramike v mednarodnih znanstvenih revijah ter okoli 200 tehničnih študij in elaboratov. Prijavil je nad 10 patentov.